# Purwodadi Mekar
Purwodadi Mekar is een bestuurslaag in het regentschap Lampung Timur van de provincie Lampung, Indonesië. Purwodadi Mekar telt 1586 inwoners (volkstelling 2010).